# Volksrepubliek Loegansk
De Volksrepubliek Loegansk of Loehansk (Russisch: Луганская Народная  Республика, Loeganskaja Narodnaja Respoeblika) is sinds 2022 een internationaal niet-erkende deelrepubliek van Rusland met als hoofdstad Loehansk. Het gebied wordt internationaal gezien als onderdeel van Oekraïne en komt overeen met de Oekraïense oblast Loehansk. Rusland controleert niet het gehele gebied dat geclaimd wordt.
De Volksrepubliek Loegansk werd op 12 mei 2014 uitgeroepen door paramilitairen die onder controle stonden van Rusland en functioneerde aanvankelijk als een vazalstaat, totdat het in 2022 door Rusland formeel werd geannexeerd. Oekraïne beschouwt de zelfverklaarde volksrepubliek Loegansk als onderdeel van de 'tijdelijk bezette gebieden van Oekraïne' als gevolg van de Russische militaire interventies.

## Status
De door Rusland gesteunde Georgische afscheidingsrepubliek Zuid-Ossetië was op 27 juni 2014 de eerste die de volksrepubliek Loegansk erkende. De president van Zuid-Ossetië, Leonid Tibilov, verklaarde tegen de media: "De bevolking van Zuid-Ossetië steunt en begroet het besluit om Donetsk en Loegansk te erkennen".
In november 2014 stuurden vertegenwoordigers van het confederatieproject Nieuw-Rusland, bestaande uit Loegansk en  Donetsk, een verzoek om erkenning naar verschillende Latijns-Amerikaanse staten, zoals Cuba, Nicaragua en Venezuela. Ondanks de goede banden die Rusland onderhoudt met deze landen, ging geen van deze staten in op het verzoek. Beide zelfverklaarde volksrepublieken worden internationaal erkend als deel van Oekraïens grondgebied. 

### Russische annexatie
Op 21 februari 2022 maakte de Russische president Vladimir Poetin in een lange toespraak aan het Russische volk bekend dat Rusland de volksrepublieken Loegansk en Donetsk voortaan zou erkennen, waarop hij de officiële documenten ondertekende. Deze stap van Rusland werd door de NAVO veroordeeld. De meeste landen beschouwden het uitroepen en 'erkennen' van afsplitsingen van Oekraïne als een schending van het Internationaal recht, de Minsk-akkoorden en de territoriale integriteit van Oekraïne.
Beide volksrepublieken vormden vervolgens het middelpunt van de Russische invasie van Oekraïne, die drie dagen na de Russische erkenning van de volksrepublieken begon. Op 26 februari 2022 erkende de Georgische afscheidingsrepubliek Abchazië de volksrepubliek.
Op 29 juni 2022 verklaarde Syrië de twee zelfverklaarde volksrepublieken te erkennen. Rusland verleende het regime van president Assad omvangrijke militaire steun in de Syrische Burgeroorlog en de erkenning werd gezien als en wederdienst. Volgens Russische media erkende Noord-Korea de volksrepubliek op 13 juli 2022.
Eind september 2022 werd onder Russische bezetting een aansluitingsreferendum gehouden, wat op 5 oktober 2022 resulteerde in formele opname van de Volksrepubliek Loegansk in de Russische Federatie als een federale republiek. Deze eenzijdige annexatie werd internationaal veroordeeld en niet erkend. Leider van de republiek Leonid Pasetsjnik werd aangesteld als voorlopig hoofd van de federale republiek onder dezelfde naam die al sinds 2014 gebruikt wordt.

## Geschiedenis

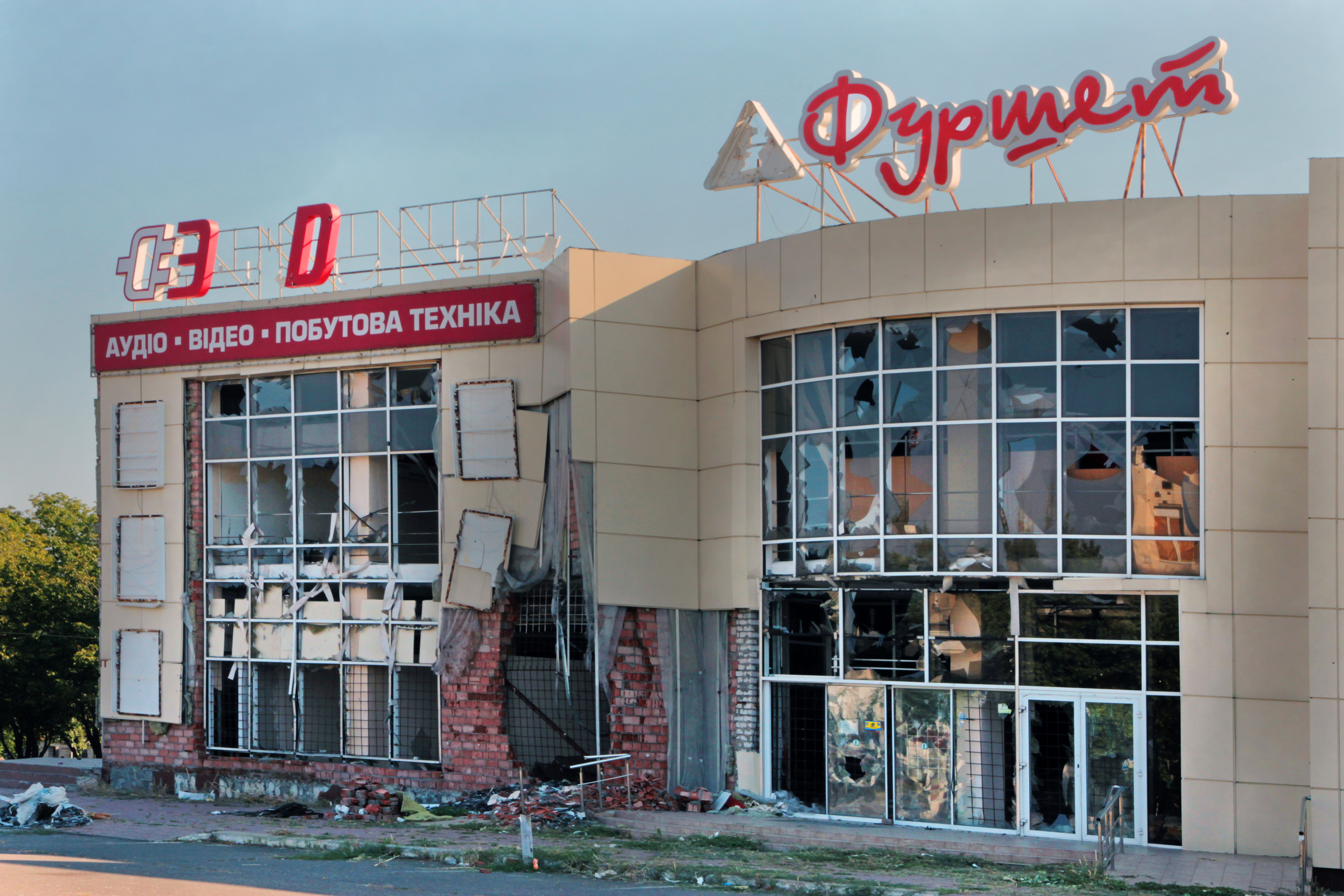
Vernietigde gebouwen tijdens de oorlog in Oost-Oekraïne

Op 11 mei 2014 werd een referendum over het zelfbestuur gehouden, waarvan de resultaten leidden tot de onafhankelijkheid van de volksrepubliek Loegansk. Het door de EU als ondemocratisch beschouwde referendum bevestigde de onafhankelijkheid van de republiek met een meerderheid van de stemmen. Op 13 mei raakte de gouverneur van de zelfbenoemde republiek, Valeri Bolotov, gewond door een aanval met een machinegeweer. Op 17 mei 2014 verklaarde de procureur-generaal van Oekraïne de volksrepubliek Loegansk als een 'terroristische organisatie'.

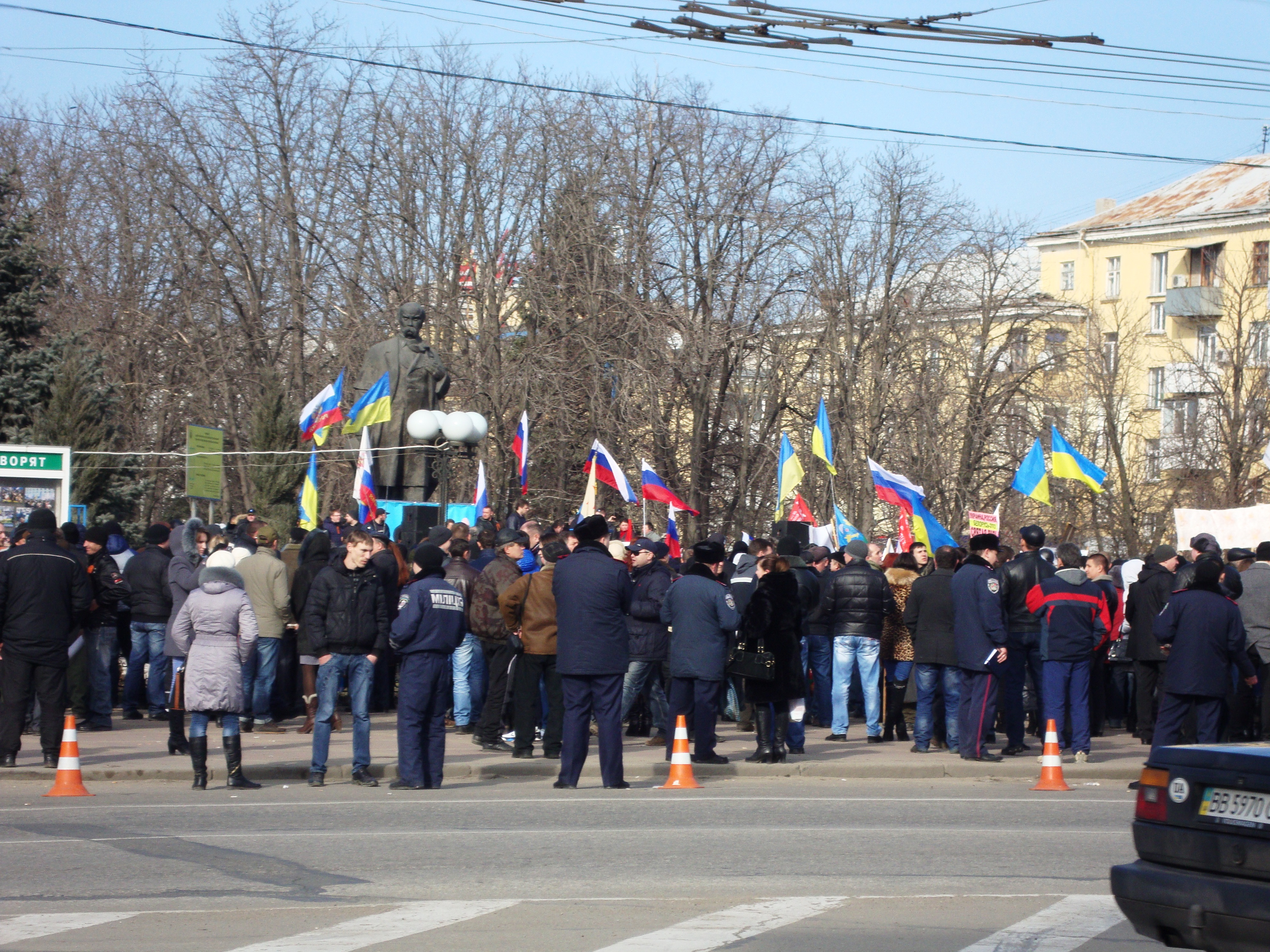
Protesten in maart 2014

Op 22 mei 2014, tijdens het partijcongres van het confederatieproject Nieuw-Rusland, besloot Loegansk zich te verenigen met de volksrepubliek Donetsk om op 24 mei de Federale Staten van Nieuw-Rusland te vormen. Dit initiatief stierf een stille dood.
Tot februari 2022 controleerde de de facto volksrepubliek ongeveer een derde van de Oekraïense oblast Loehansk, die het in zijn geheel claimde. Meer dan de helft van de totale bevolking woonde in bezet gebied. Als gevolg van de Russische aanvalsoorlog in 2022 werden grote steden zoals de de-facto hoofdstad Sjevjerodonetsk en Lysytsjansk veroverd, waarmee bijna de gehele oblast in handen kwam van volksrepubliek Loegansk. Delen van de oblast werden door Oekraïne na de zomer van 2022 heroverd.

## Mensenrechten
In mei 2014 constateerden de Verenigde Naties een 'alarmerende verslechtering' van de mensenrechten in opstandelingengebied in het oosten van Oekraïne. De VN beschreef de toenemende wetteloosheid en documenteerde gevallen van gerichte moord, marteling en ontvoering door opstandelingen van de volksrepubliek Loegansk. De VN benadrukten ook de bedreigingen, aanvallen en ontvoeringen van journalisten en internationale waarnemers, evenals de mishandeling en aanvallen op aanhangers van de Oekraïense eenheid. In een rapport van de Verenigde Naties van 18 november 2014 over Oost-Oekraïne werd verklaard dat de volksrepubliek Loegansk zich in een toestand van 'totale instorting van de openbare orde' bevond. Het rapport meldde dat er 'nog steeds misdaden tegen de menselijkheid door de gewapende groepen werden gemeld, waaronder foltering, willekeurige en incommunicado-detentie, standrechtelijke executies, dwangarbeid, seksueel geweld, evenals de vernietiging en illegale inbeslagname van eigendommen'.

## Militair
Het leger van de Volksrepubliek Loegansk stond vanaf het begin onder de algehele controle van de Russische Federatie. Het werd ook aangeduid als Russische proxy-troepen.

## Bestuurlijke indeling
De volksrepubliek Loegansk kent een indeling in steden (город, gorod) en rayons (район, rajon), waarbij een deel van de steden tevens rayon is.

## Sport en cultuur
Het voetbalteam van de volksrepubliek Loegansk staat op de zestiende plaats in de wereldranglijst van de Confederation of Independent Football Associations. Een voetbalwedstrijd tussen Loegansk en Donetsk werd gespeeld op 8 augustus 2015 in het Metalloergstadion in Donetsk.

## Galerij

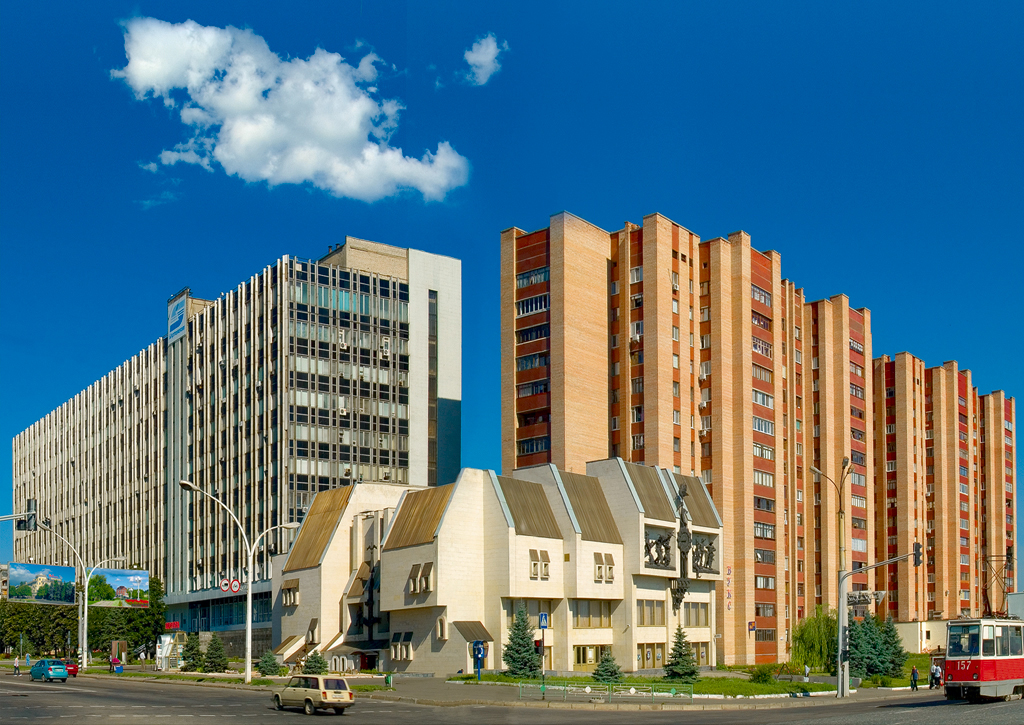
Sovjetgebouwen in de hoofdstad Loehansk
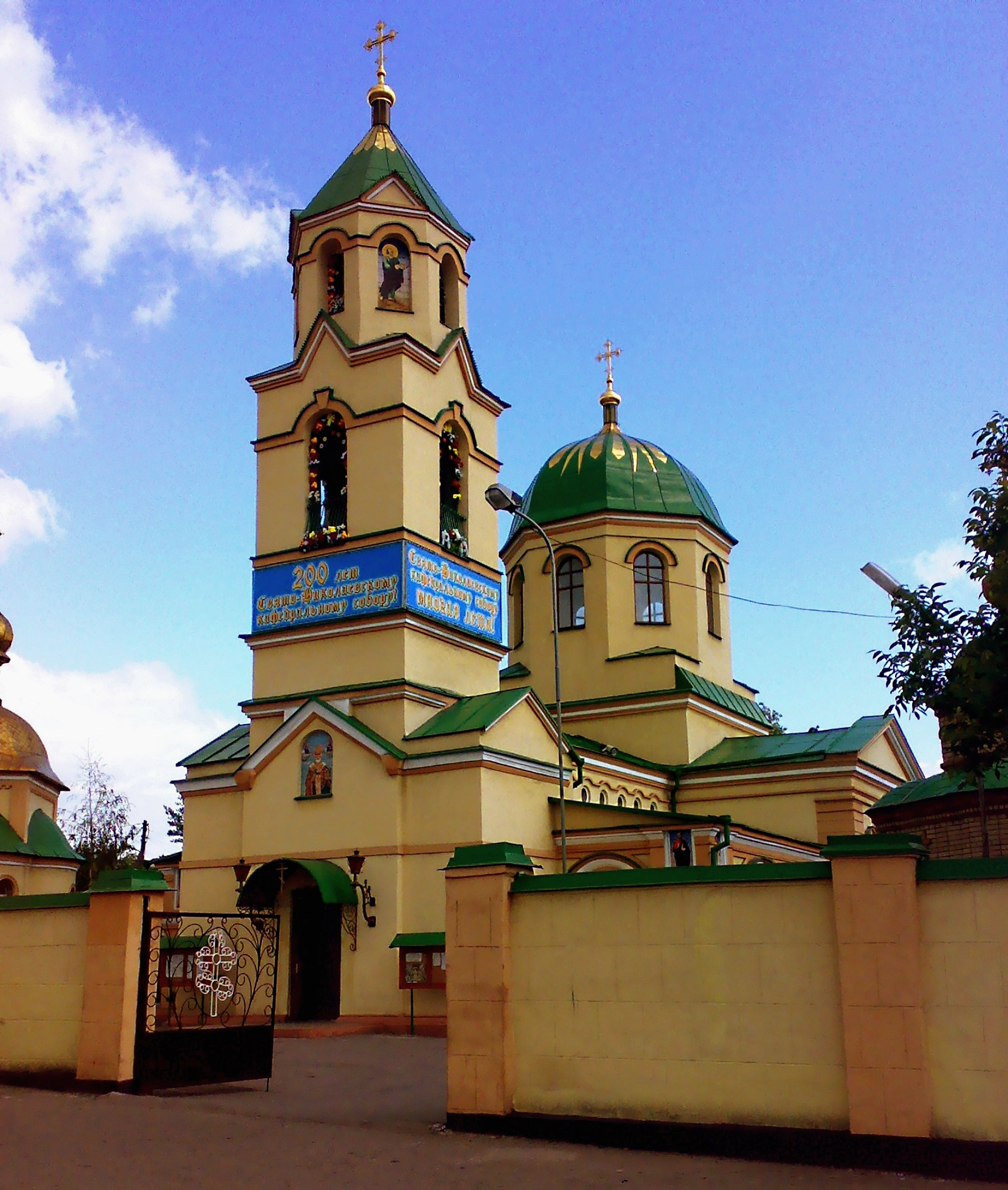
De Sint-Nicolaaskathedraal in Altsjevsk